# Taxithelium chloropterum
Taxithelium chloropterum är en bladmossart som beskrevs av Ferdinand François Gabriel Renauld och Jules Cardot 1901. Taxithelium chloropterum ingår i släktet Taxithelium och familjen Sematophyllaceae. Inga underarter finns listade i Catalogue of Life.